# Horní náměstí (Olomouc)
Horní náměstí je nejvýznamnější náměstí v Olomouci. Nachází se přímo v centru historického jádra města a je tak součástí olomoucké městské památkové rezervace. Nachází se na něm mimo jiné sloup Nejsvětější Trojice, který je zapsán na seznamu památek UNESCO. Jeho dominantou je renesanční radnice s orlojem, náměstí je také místem konání řady společenských, kulturních a prodejních akcí (Dny evropského dědictví, vánoční trhy).

## Historie
Horní náměstí je považováno za pomyslný střed a centrum celého města. Jeho plocha je necelé 2 hektary. Náměstí vzniklo vysušením původní bažiny na začátku 13. století. První písemná zmínka je z roku 1261, kdy král Přemysl Otakar II. dal svolení k vybudování tržnice, na jejímž místě později vznikla radnice. V dobách středověku si zde bohatí měšťané a šlechtici budovali domy, díky čemuž význam náměstí rostl. V barokním období tam byl zbudován nejen sloup Nejsvětější Trojice s kaplí, ale i dvě cenné městské kašny (Caesarova, Herkulova). V 1. polovině 19. století byla do západní fronty náměstí postavena budova městského divadla v empírovém stylu, vybudována Křížová studna (zrušena v roce 1904)  a severní strana osázena lipovým stromořadím. Koncem 19. století byl u radnice vztyčen pomník císaře Františka Josefa I. a ve výklenku radniční stěny osazena kašna. Pomník byl zbořen v roce  1919. V roce 1899 byla přes náměstí postavena tramvajová trať od hlavního nádraží na Novou ulici, která byla mimo náměstí přesunuta v roce 1954. V této době byly odstraněny i stromy, jejich výsadba již nebyla obnovena.;
V době první republiky a těsně po druhé světové válce se náměstí jmenovalo Masarykovo, v letech 1955–1960 Stalinovo, do roku 1990 pak náměstí Míru. 
Zatím poslední rekonstrukce náměstí proběhla v letech 1998–2001, kdy bylo náměstí předlážděno, osazeno novým mobiliářem (lavičky, osvětlení, koše), osazena nová Arionova kašna, před orlojem byl umístěn plastický model centra Olomouce. Tato rekonstrukce byla částí veřejnosti hodnocena s rozpaky, ale odborníci ji většinou přijali kladně.

## Poloha
Horní náměstí je na jihovýchodě propojené s Dolním náměstím – druhým z hlavních náměstí v centru města. Ač se z názvů obou náměstí může zdát, že Horní náměstí je položené výše, opak je pravdou. Referenční bod Horního náměstí (Sloup Nejsvětější Trojice) leží v nadmořské výšce 217 m n. m., zatímco za referenční bod Dolního náměstí je považována Neptunova kašna, která leží v nadmořské výšce 220 m n. m. Do 50. let 20. století bylo Horní náměstí dopravně dostupné všemi linkami olomouckých tramvají.

## Významné památky
- sloup Nejsvětější Trojice
- radnice s orlojem
- Edelmannův palác
- Petrášův palác
- Salmův palác
- Moravské divadlo
- Krajinská lékárna
- Dům U Černého psa
- Arionova kašna
- Caesarova kašna
- Herkulova kašna

## Fotografie

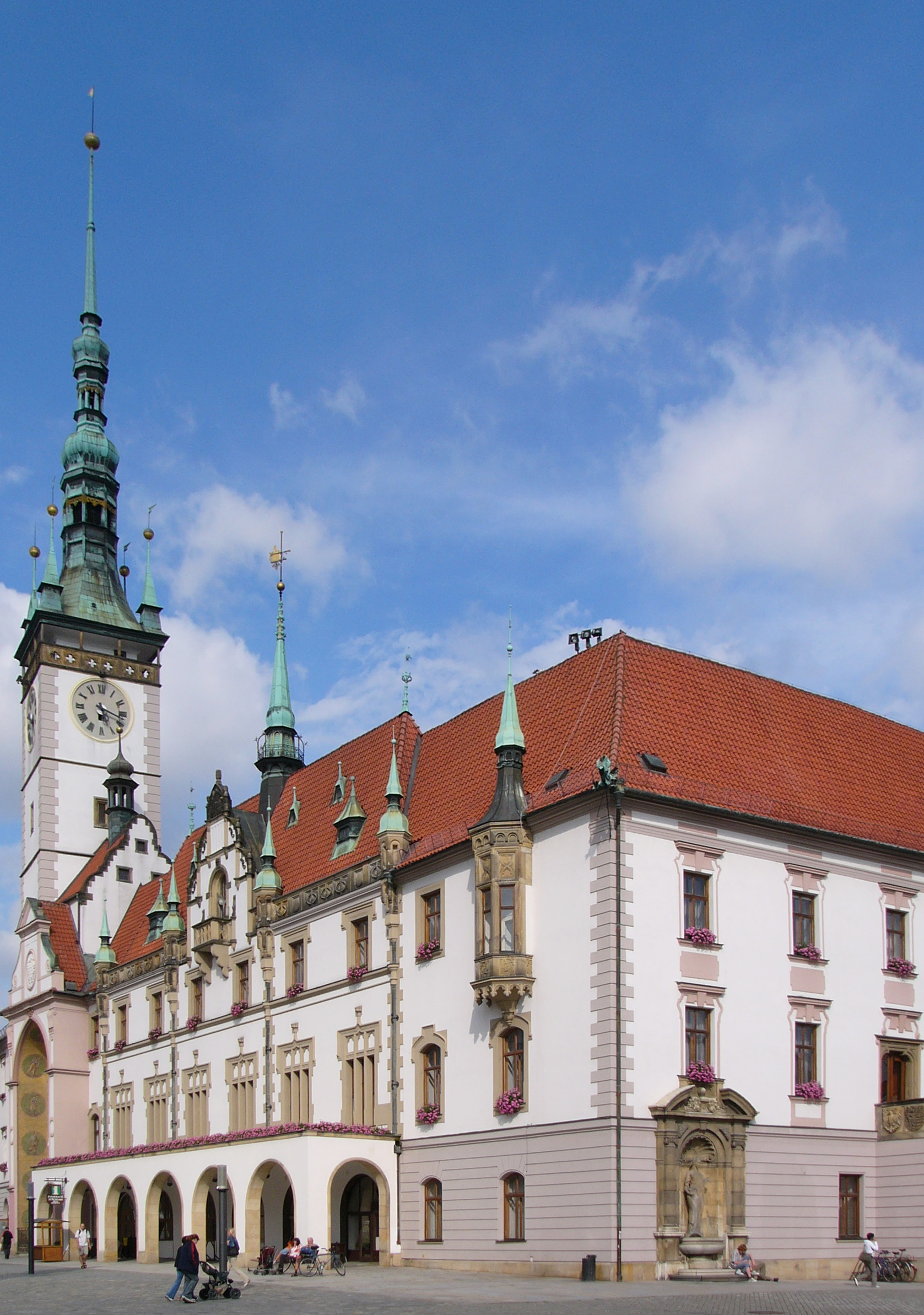
Olomoucká radnice
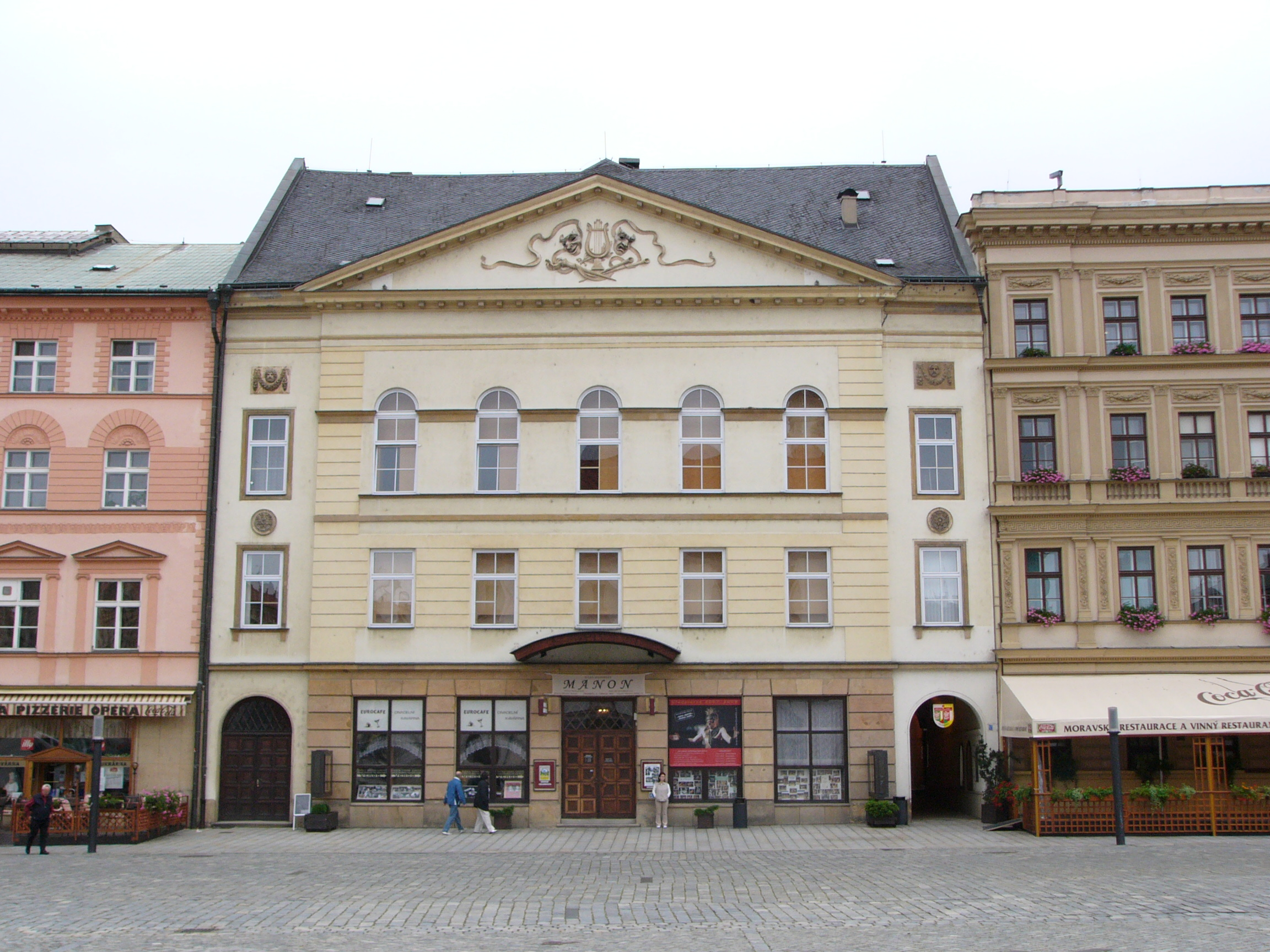
Moravské divadlo na Horním náměstí
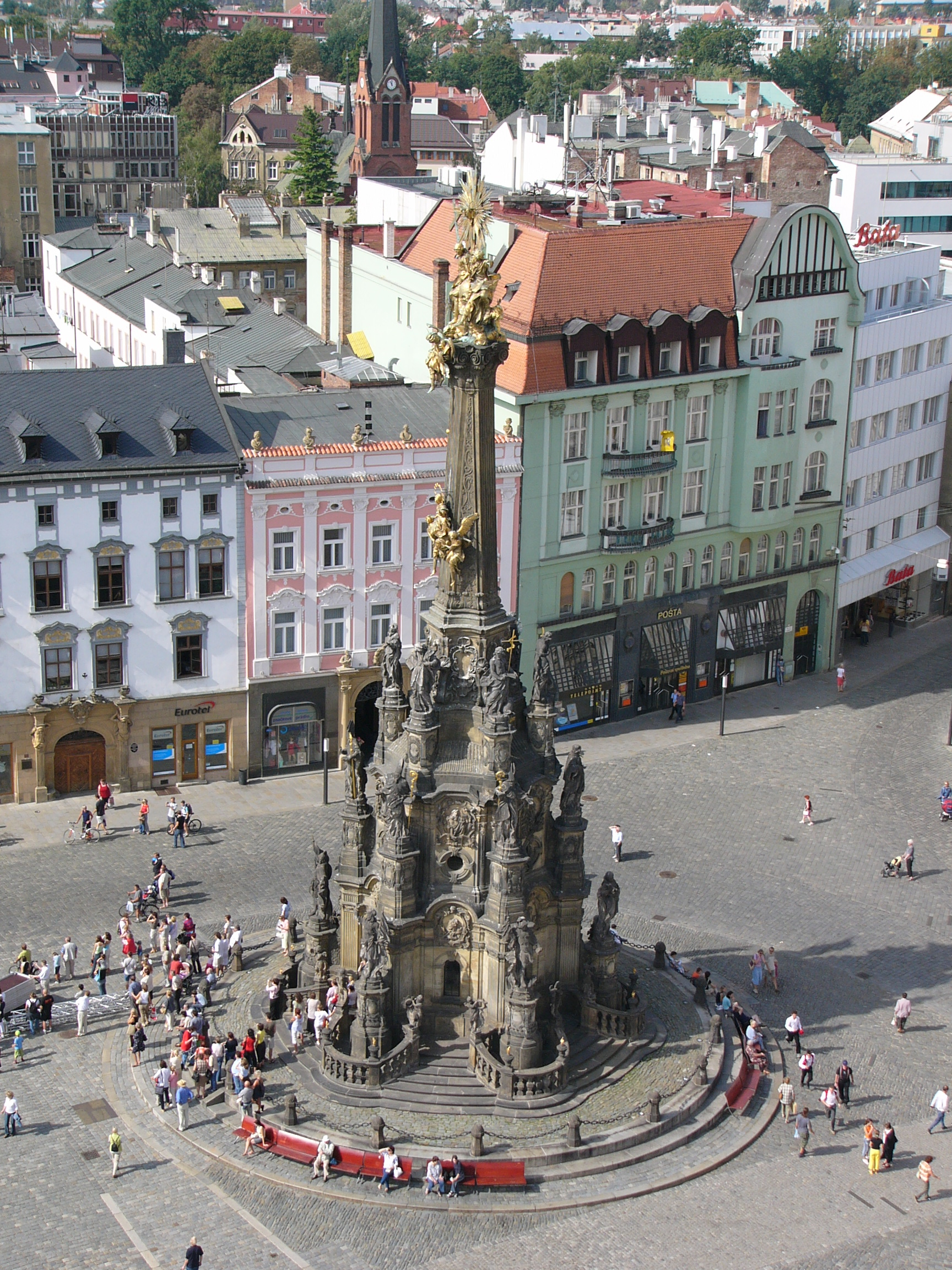
Sloup Nejsvětější Trojice
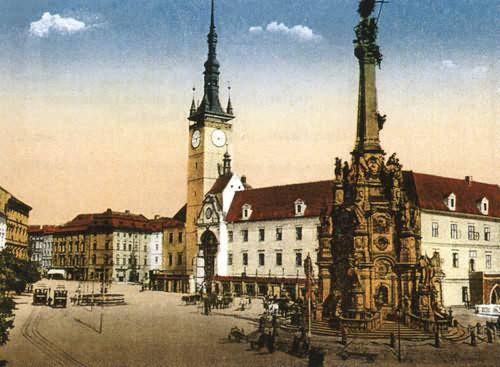
Historický obrázek sloupu Nejsvětější Trojice
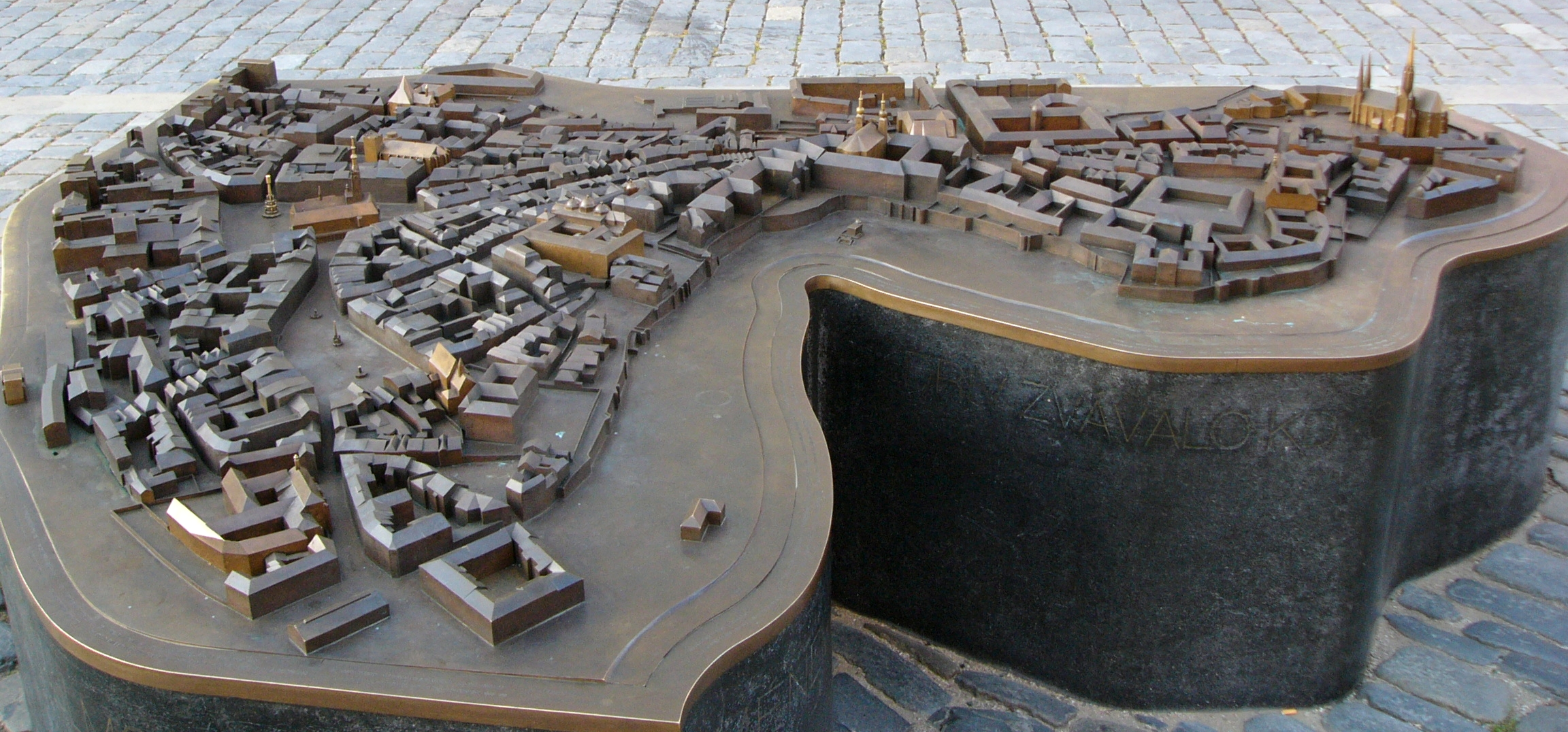
Model centra města
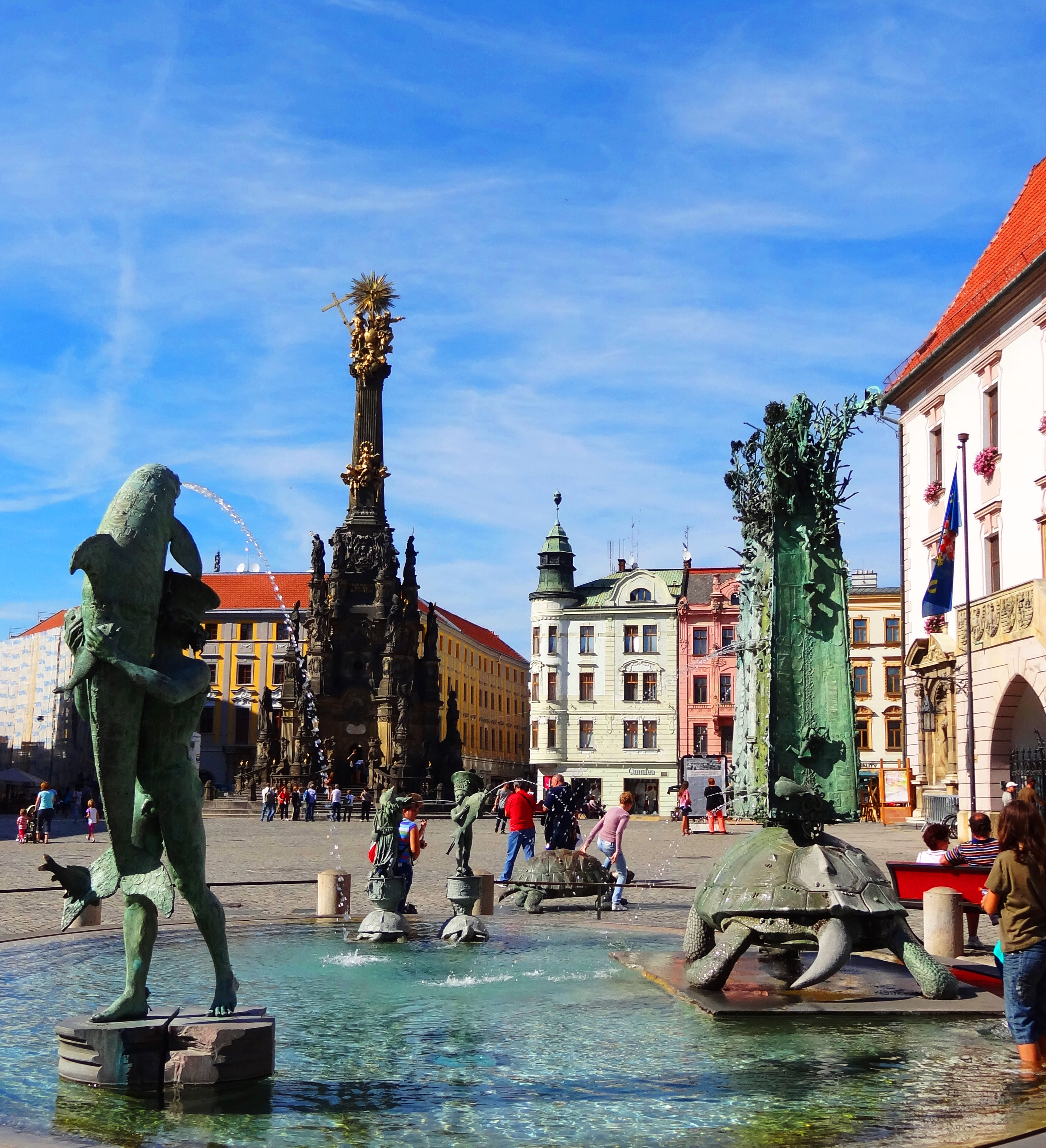
Ariónova kašna